# Nobuharu Asahara
Nobuharu Asahara, född 21 juni 1972 i Kobe, är en japansk friidrottare som tävlar i kortdistanslöpning och längdhopp.
Asahara har sedan mitten av 1990-talet tävlat på en hög internationell nivå utan att tillhöra den yttersta världseliten. Han har deltagit i OS 1996-2008. Hans främsta merit individuellt är en femte plats i semifinalen 1996 på 100 meter. Vid OS 2008 vann han en bronsmedalj i stafetten över 4 x 100 meter tillsammans med Naoki Tsukahara, Shingo Suetsugu och Shinji Takahira. 
Han har även deltagit vid sex världsmästerskap utomhus i friidrott (1995, 1997, 2001, 2003, 2005 och 2007). Den enda gång han har nått en finalplats var vid VM 1995 i Göteborg då han slutade tolva i längdhopp.

## Personliga rekord
- 100 meter - 10,02
- 200 meter - 20,39
- Längdhopp - 8,13